# 趙國宗
趙國宗（Zao Bi，1940-），台灣藝術家，兒童繪本插畫家，1990年後在藝術創作上以陶瓷繪畫為主，內容多半表現民俗童趣世界，素有「童趣畫家」之稱。到近年，則兼以油畫創作。

## 學歷
- 國立台灣師範大學美術系
- 德國福克旺藝術學院工業設計系

## 經歷

### 曾任
- 國立藝術學院美術系主任及院長[3]

### 現任
- 國立台北藝術大學美術系退休副教授。[4]

## 作品

### 公共藝術
- 台北捷運象山站內壁面瓷畫[5]
- 台北市中崙廣場鑄銅雕塑-樹的組曲 豐收喜悅（黃承令、趙國宗共同創作）[6]
- 台北市中崙廣場浮雕壁畫-樹的組曲 快樂成長（黃承令、趙國宗共同創作）[7]
- 台大醫院兒童醫療大樓走道壁面陶瓷畫[8]

### 畫展專輯
- 原始與永恆的童夢 （2001/06/01，臺北市立美術館出版）
- 走出民間美術的現代 （1992，東之畫廊）
- 趙國宗畫集  （1991，臻品畫廊）

### 繪本創作
- 沙發  （與林良合著，2016/01/05，國語日報出版）
- 青果子 （與林芳萍合著，2015/10/01，台灣東方）
- 蜘蛛先生要搬家  （與洪敏蘭合著，2015，信誼）
- 你會我也會  （與潘人木合著，2015再版，信誼）
- 三隻老駱駝  （與林武憲合著，2015再版，信誼）
- 有趣的神  （與楊冬青合著，2011/11/10，聯經）
- 你幾歲  （與林良合著，2009/11/12，上誼文化）
- 棒棒天使 （與楊月秀合著，2008再版，信誼）
- 我要大公雞  （與林良合著，2008，信誼）
- 兩朵白雲  （與林良合著，2008，信誼）
- 快腿兒的早餐 （與沙漠合著，2008，信誼）
- 找  （與華霞菱合著，2008，信誼）
- 小紅鞋  （與林良合著，2006，信誼）
- 爸爸=Daddy  （與林良、馬文龍合著，1999二版，信誼）
- 媽媽=Mommy  （與林良、馬文龍合著，1999二版，信誼）
- 誰吃了彩虹  （與孫晴峰合著，1994/03/31，信誼）
- 我來畫你來看  （與李南衡合著，1990再版，信誼）
- 蕙蕙的藍帶子 （與李蟾桂合著，1986年，台灣書店）
- 龜兔又賽跑  （與許漢章合著，1983，台灣書店）
- 阿灰的奇遇  （與李麗雯合著，1983，台灣書店）
- 快樂的童書教室  （與林仙龍合著，1983，台灣書店）
- 一棵九枝的老槐樹  （與朱宏裕、鄭明進合著，1980，台灣書店）
- 我們去看湖 （與謝武彰合著，1979，漢京）
- 童話城 （與王容子合著，1976年再版，台灣書店）
- 錢鼠來了  （與張錦樹合著，1975，台灣書店）
- 冬天裡的百靈鳥  （與鄭蕤文合著，1970，台灣書店）
- 小白楊 （與蘆笛合著，1970，台灣書店）
- 天空的衣服 （與謝武彰合著，2017，小魯文化）